# Magnus Swartling (curlingspelare)
Magnus Swartling född 19 februari 1970 i Uppsala, är en svensk curlingspelare. Han spelade tvåa i Peja Lindholms lag som blev världsmästare 1997, 2001 och 2004 och som vunnit flera andra VM- och EM-medaljer.
Swartling deltog i Olympiska vinterspelen 1998 i Nagano, 2002 i Salt Lake City samt 2006 i Turin och blev världsmästare 1997, 2001 och 2004.